# Korreh Sīāh-e Shīrīn
Korreh Sīāh-e Shīrīn (persiska: کرّه سیاه شیرین, Koreh Sīāh-e Shīrīn) är en ort i Iran.   Den ligger i provinsen Khuzestan, i den centrala delen av landet, 600 km söder om huvudstaden Teheran. Korreh Sīāh-e Shīrīn ligger 296 meter över havet och antalet invånare är 185.
Terrängen runt Korreh Sīāh-e Shīrīn är huvudsakligen platt, men norrut är den kuperad. Runt Korreh Sīāh-e Shīrīn är det ganska tätbefolkat, med 62 invånare per kvadratkilometer. Närmaste större samhälle är Behbahān, 14,6 km sydost om Korreh Sīāh-e Shīrīn. Omgivningarna runt Korreh Sīāh-e Shīrīn är i huvudsak ett öppet busklandskap.